# Niveau maximal de contaminants
Les niveaux maximaux de contaminants (MCL) sont des normes établies par l'Environmental Protection Agency (EPA) des États-Unis pour la qualité de l'eau potable. Un MCL est le seuil légal de la quantité d'une substance qui est autorisée dans les systèmes d'eau publics en vertu de la Loi sur la salubrité de l'eau potable (SDWA). La limite est généralement exprimée en concentration en milligrammes ou microgrammes par litre d'eau destiné à la consommation humaine.

## Élaboration du MCL fédéral

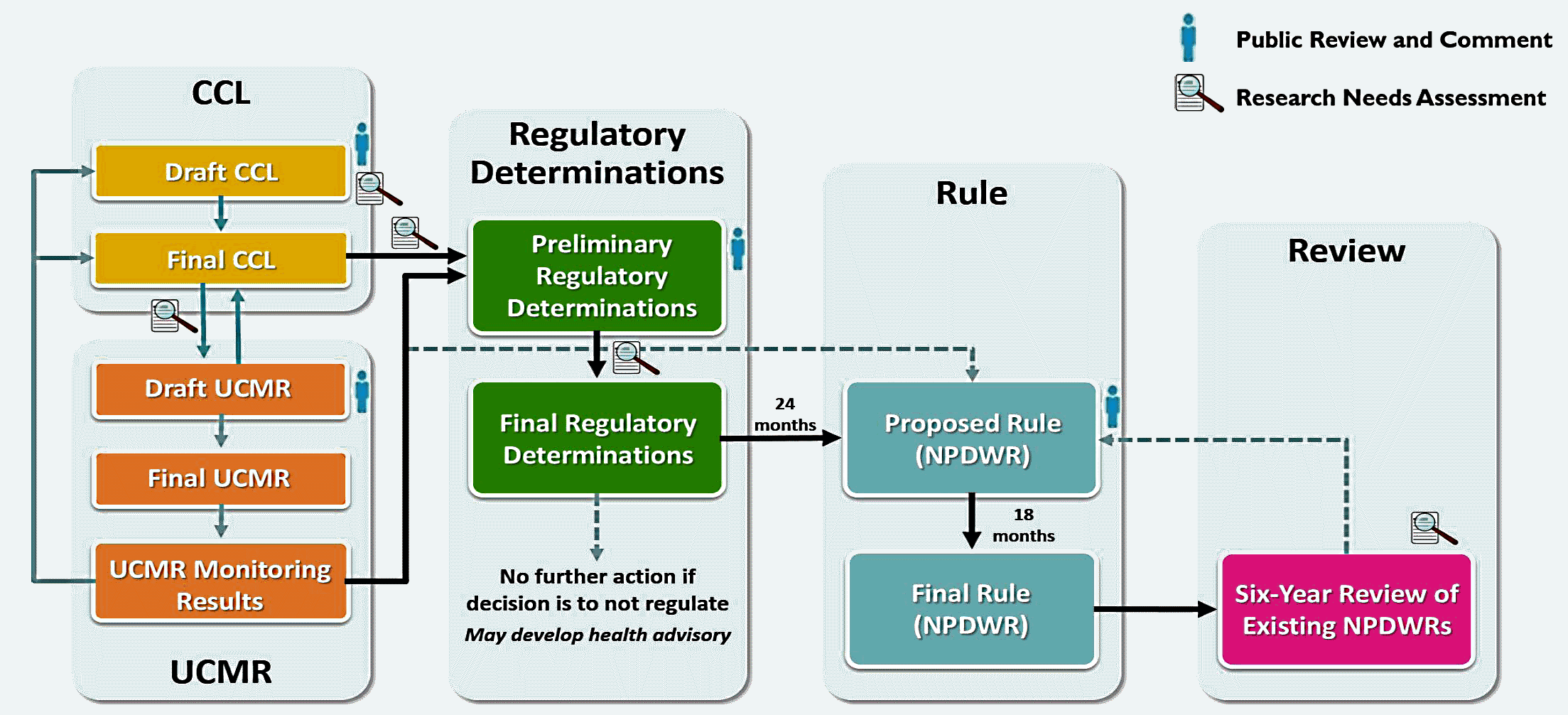
Tableau des processus d'analyse réglementaire en vertu de la Loi sur la salubrité de l'eau potable

Pour définir un niveau de contaminant maximal pour un contaminant donné, l'EPA détermine en premier lieu la quantité de contaminant pouvant être présente sans effets néfastes sur la santé. Ce niveau est appelé objectif de niveau maximal de contaminant (MCLG). Les MCLG sont des objectifs de santé publique non exécutoires. Le MCL légalement appliqué est alors fixé aussi près que possible du MCLG. Le MCL d'un contaminant peut être supérieur au MCLG en raison de difficultés à mesurer de petites quantités d'un contaminant, d'un manque de technologies de traitement disponibles ou si l'EPA détermine que les coûts de traitement l'emporteraient sur les avantages pour la santé publique d'un MCL inférieur. Dans ce dernier cas, l'EPA est autorisée à choisir un MCL qui équilibre le coût du traitement avec les avantages pour la santé publique. Les MCL nécessitent une surveillance, une correction et un avis public lorsque les normes sont dépassées. En 2019, l'EPA publie 88 normes (78 MCL et 10 techniques de traitement) pour les micro-organismes, les produits chimiques et les radionucléides.
Pour certains contaminants, l'EPA établit une technique de traitement (TT) au lieu d'un MCL. Les TT sont des procédures exécutoires que les systèmes d'eau potable doivent suivre pour traiter leur eau contre un contaminant.
Les MCL et les TT sont connus conjointement sous le nom de "Règlements nationaux sur l'eau potable primaire" (NPDWR), ou normes primaires.
Certains contaminants peuvent causer des problèmes lors de la consommation d'eau potable, tels que la présence de goûts ou d'odeurs désagréables, ou des problèmes cosmétiques, tels que la décoloration des dents. Étant donné que ces contaminants ne causent pas de problèmes de santé, il n'existe aucune limite juridiquement contraignante quant à leur présence dans l'eau potable. Cependant, l'EPA recommande des niveaux maximum de ces contaminants dans l'eau potable. Ces recommandations sont appelées « National Secondary Drinking Water Regulations » (NSDWR) ou normes secondaires,.

## MCL délivrés par les États
Certaines lois et réglementations d'État utilisent le terme «niveau maximal de contaminant» pour désigner les MCL promulguées dans un État, conformément à la SDWA fédérale ou à la loi de l'État, comme par exemple, le New Jersey Safe Drinking Water Act. Dans certains cas particuliers, un État peut émettre un MCL pour un contaminant qui n'a pas été réglementé par l'EPA, en vertu de la loi fédérale. Par exemple, en 2018, le New Jersey promulgue un MCL pour l'acide perfluorononanoïque (PFNA),.